# Hiroyuki Sakashita
Hiroyuki Sakashita (坂下 博之, Sakashita Hiroyuki, né le 6 mai 1959) est un footballeur japonais.